# Paradosso dell'edonismo
Il paradosso dell'edonismo è un paradosso di carattere filosofico e psicologico, ed affonda i suoi principi nella Grecia classica del 400 a.C. con la nascente corrente dell'Edonismo, cioè il riconoscimento del piacere (edonè) come fine ultimo dell'uomo.
L'analisi del paradosso fu poi ripresa in Europa di fine Ottocento, dal britannico Henry Sidgwick, e quindi successivamente sviluppata dal filosofo statunitense Robert Nozick con l'esperimento mentale della "macchina dell'esperienza" in Anarchia, Stato e utopia (1974).
Il paradosso si basa su premesse di filosofia etica. Si può sintetizzare sul fatto che l'impulso al piacere, se eccessivo, viene a vanificare il suo stesso fine.
Ciò porta ad una limitazione intrinseca dell'egoismo intrinseco dell'essere, una limitazione allo stesso Edonismo e, più in particolare, una limitazione al pensiero dell'Utilitarismo.
Alcuni piaceri, come quelli intellettuali e creativi, verrebbero negati all'essere. Ne consegue che, per raggiungerli in misura accettabile, essi richiedono la preesistenza di un desiderio intrinseco all'essere di fare del bene agli altri, ma non per il solo obiettivo di provocare il proprio esclusivo piacere.